# Andreas Lanærus
Andreas Lanærus, född 6 juli 1738 i Lunds domkyrkoförsamling, Malmöhus län, död 10 januari 1810 i Ingelstorps församling, Kristianstads län, vare en svensk präst, riksdagsledamot, skald, tecknare och silhuettklippare.
Han var son till klockaren Andreas Lanærus och Catharina Kolmodin och från 1768 gift med Eva Jacobina Cervin. Lanærus fick sin grundläggande undervisning genom en informator i föräldrahemmet. Han skrevs in som student vid Lunds universitet 1754 och prästvigdes för Lunds stift 1762 med missiv till Karlshamn. Han blev stadskomminister och hospitalspredikant i Karlshamn 1767 och kyrkoherde i  Ivetofta 1781. År 1786 blev Lanærus prost honoris causa. Han utnämndes 1798 till kyrkoherde i Ingelstorp och Valleberga, en tjänst han tillträdde 1800 och innehade fram till sin död. Han promoverades till teologie doktor 1800. Han tilldelades Patriotiska sällskapets belöning 1788 för uppsatsen Försök om Europeiska och i synnerhet Svenska Folkets seder och beskaffenhet. Som riksdagsman deltog Lanærus i riksdagarna 1792 och 1800. Han var ledamot av Apollini Sacra i Uppsala från 1774. 
Lanærus gjorde han sig känd som god predikant och själasörjare i Karlshamn och som en tillfällighetspoet både i officiella och privata sammanhang. I samband med att domkapitlet i Lund arbetade med 1793 års provpsalmbok fick han med fyra egna psalmer i det slutliga förslaget. Som författare skrev Lanærus en serie Fabler som föranledde hans inval i Kungliga vetenskaps- och vitterhetssamhället i Göteborg och som senare publicerades i samhällets handlingar. De flesta av hans texter förblev opublicerade och förvaras i dag vid Lunds universitetsbibliotek. Där förvaras även mycket av hans konstnärliga produktion av silhuetter, teckningar, porträtt och skisser till gravmonument med deviser. Vid Gustav III:s besök i Karlshamn 1773 svarade Lanærus för stadens utsmyckning med tillfälliga dekorationer och äreportar. Av Kungliga vetenskaps- och vitterhetssamhället fick han uppdraget att komponera dess första sigill 1776, året för hans inval.